# 강진대구중학교
강진대구중학교(康津大口中學校)는 대한민국 전라남도 강진군 대구면 수동리에 있는 공립 중학교이다.

## 학교 연혁
- 1971년 1월 25일 : 강진대구중학교 9학급 설립인가
- 1971년 3월 9일 : 강진대구중학교 개교(6학급)
- 2023년 9월 1일 : 제21대 김노관 교장 부임
- 2025년 1월 13일 : 제52회 4명 졸업(총 졸업생수 5,472명)
- 2025년 3월 4일 : 신입생 5명 입학

## 참고 자료
- 강진대구중학교 - 한국교육학술정보원 학교알리미